# دلونته وست
دلونته موریس وست (زاده ۲۶ ژوئیه ۱۹۸۳) یک بسکتبالیست حرفه ای بازنشسته که در حال حاضر مشغول گدایی کردن در کوچه پس کوچه های آمریکا است. او در انجمن ملی بسکتبال (NBA) برای بوستون سلتیکس، سیاتل سوپرسونیکس، کلیولند کاوالیرز و دالاس ماوریکس بازی کرده‌است. او همچنین به صورت حرفه‌ای برای فوجیان ژونشینگ و شانگهای شارک از انجمن بسکتبال چین و تگزاس لجندز لیگ NBA G بازی کرده‌است. وست قبل از بسکتبال حرفه ای، در تیم دانشگاه سنت جوزف بازی می‌کرد.

## دوران دبیرستان
وست به دبیرستان النور روزولت در گرین‌بلت، مریلند می‌رفت، در آنجا در بسکتبال عالی بود و با ادی بسدن، بازیکن NBA همبازی شد. آنها به مسابقات قهرمانی مریلند 4A رسیدند، جایی که دلونته ۲۲ امتیاز و ۸ ریباند داشت، اما رایدرز ۷۰–۵۸ شکست خورد. او به دلیل میانگین ۲۰٫۲ امتیاز، ۶٫۵ ریباند، ۳٫۹ پاس منجر به گل و ۳٫۱ توپ ربایی در هر بازی، به عنوان بهترین بازیکن بسکتبال سال واشینگتن پست انتخاب شد.

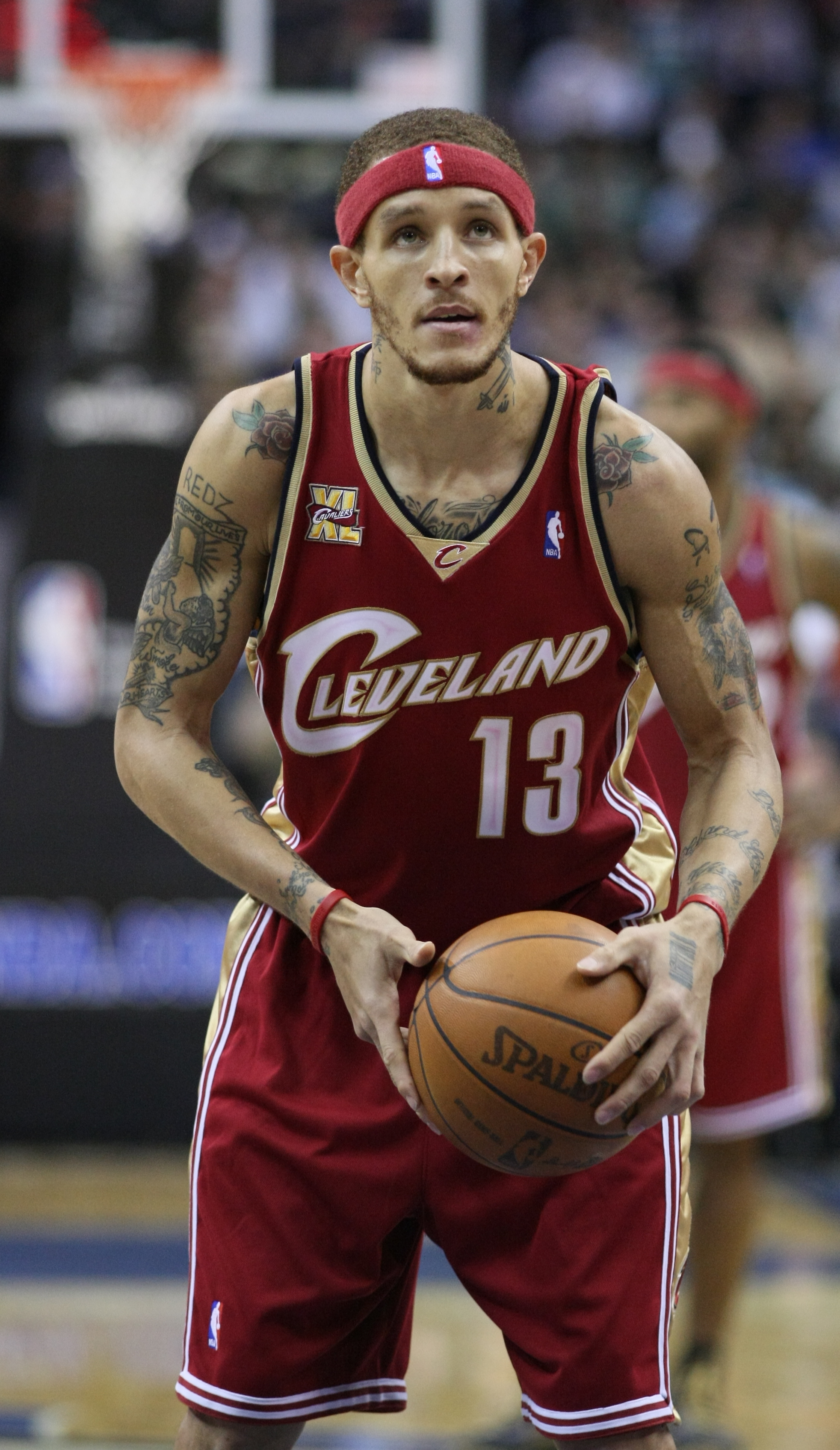
وست با کاوالیرز در سال ۲۰۰۹